# はやぶさ型ミサイル艇
はやぶさ型ミサイル艇（はやぶさがたミサイルてい、英語: Hayabusa-class guided-missile patrol boats）は、海上自衛隊のミサイル艇の艦級。平成11年度計画から平成13年度計画にかけて計6隻が建造された。建造費は1隻あたり94億円（平成13年度計画分）。

## 来歴
61中期防において、海上自衛隊は従来の魚雷艇（PT）にかわる沿岸防備用の高速戦闘艇として、ミサイル艇（PG）の整備に着手した。オペレーションズ・リサーチによって、大湊・舞鶴・佐世保地方隊に6隻ずつを配備するという基本計画が策定され、これに基づき、まず平成2年・平成4年度計画で全没型水中翼艇の1号型ミサイル艇（02PG）3隻が就役した。
しかし就役後、波浪中の船体強度や耐航性の不足が発覚し、特に冬季の日本海での運用上問題となった。また船型が小さいために地上部隊による後方支援が必須となり、その部隊の機動可能範囲に艇の行動が制約されるという問題もあった。更に水中翼艇特有の問題として、フォイルボーンでの高速時とハルボーンでの低速時との間に速力や運動性の面で大きなギャップがあり、中速域での運用が困難であった。これらはいずれも運用上重大な制約となったことから、1号型の建造は3隻で打ち切られた。
このころ、安全保障政策の新しい基本的指針として07大綱の策定が進められており、ミサイル艇3号（04PG）の竣工と同年の1995年11月28日に閣議決定された。07大綱では防衛力の適正化・コンパクト化が志向されており、ミサイル艇の整備数も9隻に半減することになった。これに基づき、02PGの運用実績も踏まえて新たに建造が計画されたのが「はやぶさ型」である。平成11年度計画で2隻分190億円が予算化されたが、能登半島沖不審船事件を受けて更なる性能向上が求められることになり、本格的な侵略事態における対艦ミサイルと主砲を活用した対水上戦闘はもちろんのこと、赤外線暗視装置や衛星通信装置の搭載、防弾板の装着など、不審船対処も考慮に入れた性能向上策として、2隻分で27億円が追加された。

## 設計

### 船体
上記の経緯により、02PGの反省から、耐航性と独立行動能力の確保が最大の留意事項となった。まず船体が大型化され、02PGが50トン型であったのに対し、本型では200トン型となった。
船型としては、02PGの水中翼船型にかえて、滑走型案が2案検討された。1つは全く新しい双胴型で、もう1つは魚雷艇で実績のあった単胴型であった。平成11年度概算要求時の完成予想図ではどちらともつかない曖昧なラインが描かれていたが、部内では、1998年の時点で双胴型が採択されていた。しかしその後、1999年の能登半島沖不審船事件を受けて要求速力が40ノットから44ノットに引き上げられたのを受けて、主機関の搭載数が2基から3基に強化されたため、機関区画の配置上、双胴型の採用は困難となった。これを受けて船型は単胴型に変更されたが、予算要求成立後にこのような大きな変更が行われたのは海自創設以来初めてのことであった。
船体断面としては、技術研究本部第1研究所の水槽試験によって、単胴型の角形・丸形・V形を比較・検討した結果、船体抵抗が少なく、動揺特性の優る角形が選定された。艇尾船底は、ウォータージェットの海水吸入口を設けたためフラットな形状になっており、浅海面への進出を容易とするとともに推進効率を高めている。一方、艇首部は、凌波性を確保するために断面形状をV形とし、側面部はダブルナックル、いわゆるコーナーを2段つけて、高速時の艇首衝撃を下部チャインで緩和し、ピッチングに対する影響を低減させる船型とした。ただし船型の小ささのためにピッチングの低減にも限度があることから、居住区を含めて人間の介在する区画は、艦橋構造物付近の船体重心付近に集中配置されている。
設計においては、重量軽減、重心降下が最重要課題で、極限的に船体重量の抑制を図ることに細心の注意を払った。船体構造に耐食アルミニウム合金を使用することで、鋼製に比し約36トンの重量軽減が達成され、200トン型の重量枠に収まった。ただし上記の性能向上のための設計変更においても、基準排水量は変更されなかったことから、更に厳しい重量枠となり、余積にゆとりがない、窮屈な設計になることは避けられなかった。なお船殻材料は、荒天時における運用を考慮し、溶接部からの亀裂発生の防止と耐振動性の確保のため、押出型材を多用している。
艦橋構造物は2層構造とされており、主要部分には難燃性の複合材を用いた防弾板が装着されている。なお耐弾対策としては、技術研究本部土浦試験所において各種防弾材料の射撃試験を行い、耐弾性の限界データを分析し、設計に反映させた。機関操縦室を含めた艇内の直員配置箇所は全員着席が基本とされており、それぞれの座席はスポーツカー用高性能座席で有名なレカロ社製で、5点式シートベルトと緩衝器が備えられている。艦橋下には、上甲板レベルに士官室と士官寝室が、その下の船体内に科員寝室が設けられている。科員寝室のベッドは3段ベッドである。また士官室の後方には6畳程度のスペースの戦闘指揮所（CIC）が配置されているが、その両舷側に通路を均等に設けて完全な二重構造とすることでスプリンター防御を図っている。CIC下の船体内には食堂が配置されているが、ここは特別警備隊の待機室を兼ねており、座席10席は全て艦橋と同様の5点式シートベルト・緩衝器装備のものとなっている。なお、食堂の奥には厨房が設置されているものの、調理器具は電子レンジと電磁調理器のみであり、航海中の食事は弁当またはレトルト食品が基本となる。
なお、本型の設計にあたっては、ステルス性への配慮が導入された。これはレーダー反射断面積（RCS）のシミュレーション計算をもとに行われており、船体の各部にはレーダー波を直接反射しないようにするため傾斜がつけられている。マストも三脚構造のステルス性が重視された形状になっており、前甲板の62口径76ミリ単装速射砲もステルスシールドが採用されているほか、射撃指揮装置も多少の傾斜が付された位置が係止位置とされている。また舷側手すりやウォータージェットノズルの防護材も、通常の円筒状材ではなく、マストと同様に菱形断面で造られている。なお、ミサイル艇の任務上、接敵に際して敵に艦首を向けている際のRCSがもっとも重要であるが、この際には、76ミリ砲のシールドからRCSの最大値が生じるように設計されている。

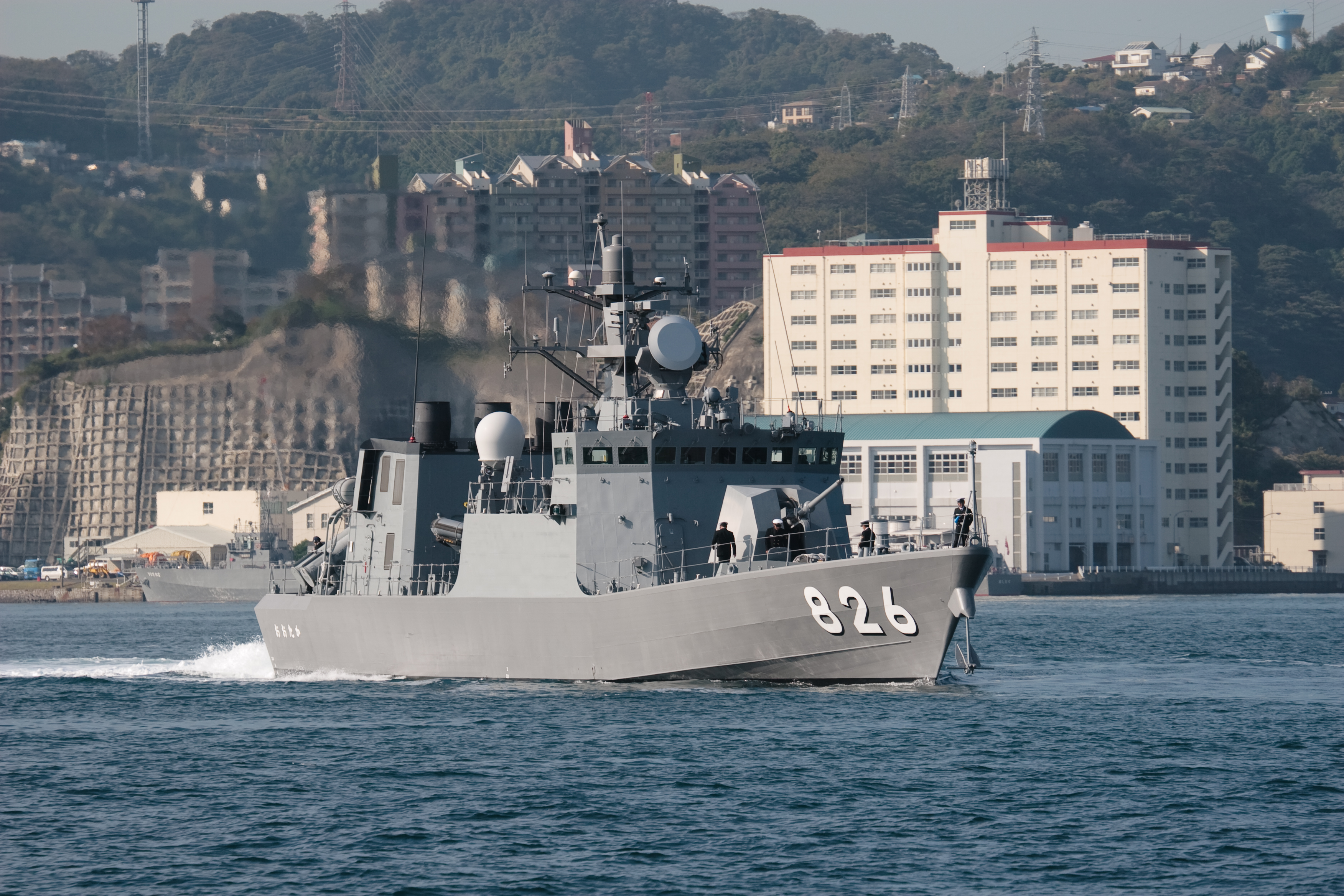
PG-826 「おおたか」
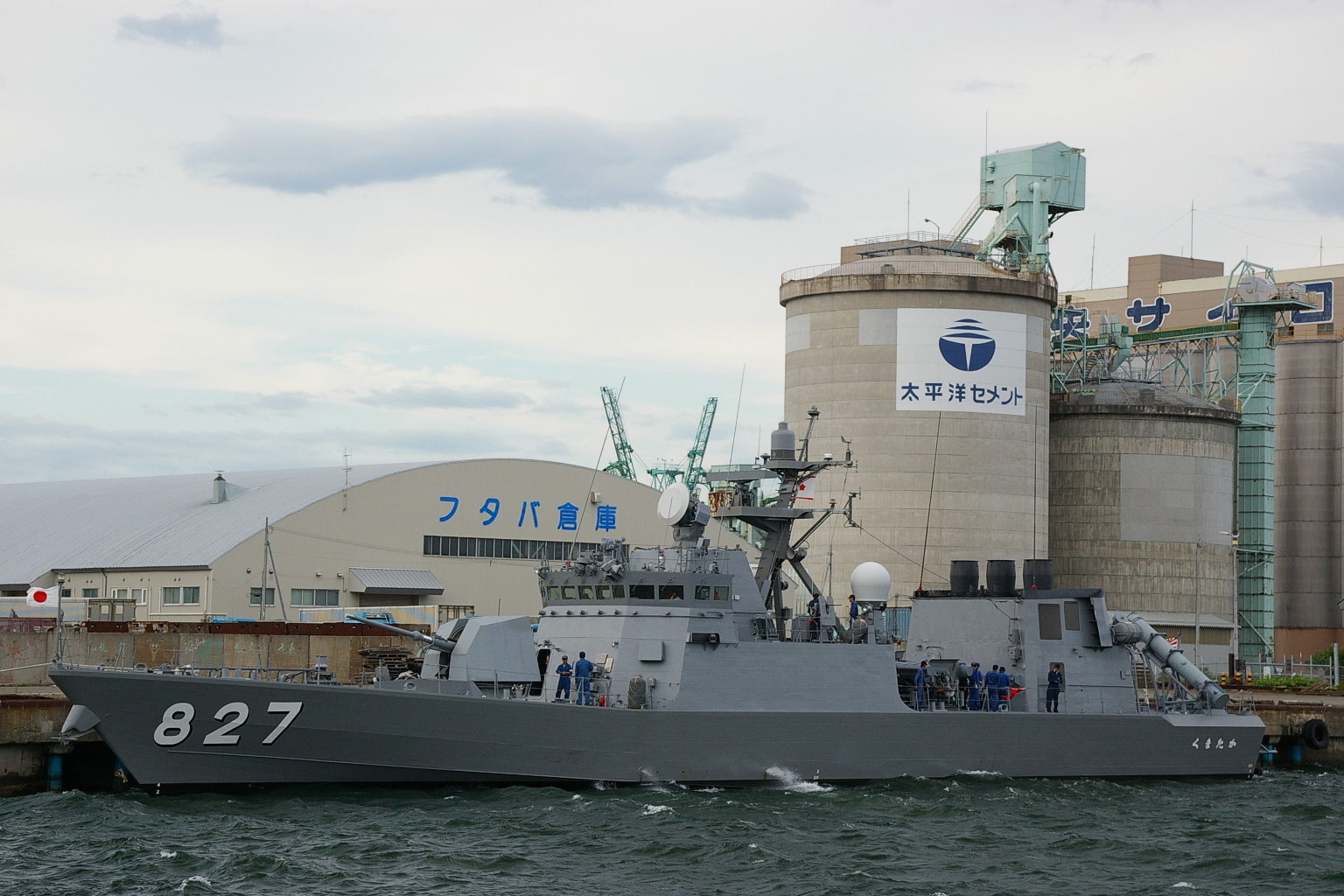
PG-827 「くまたか」
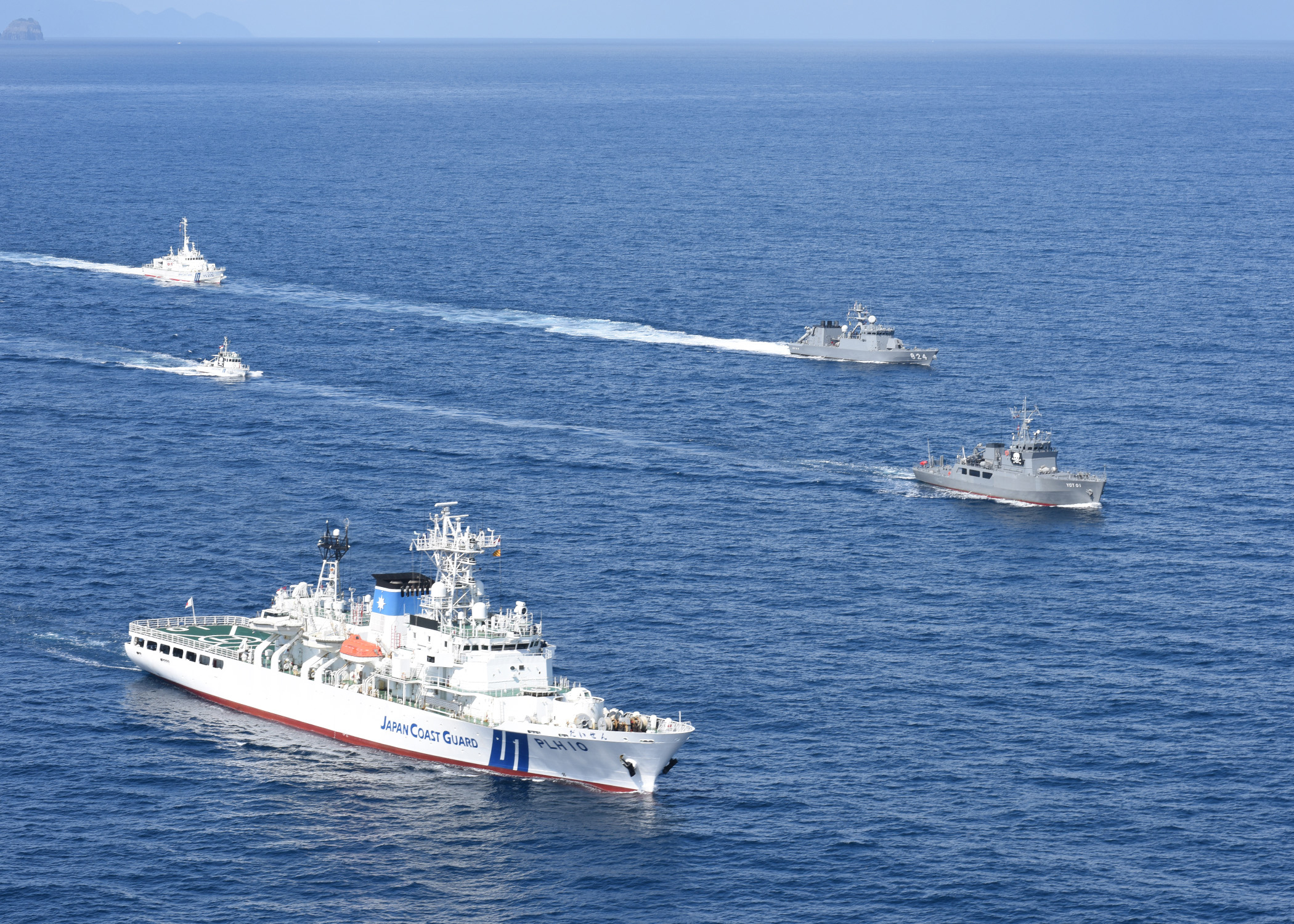
海上保安庁との不審船対処共同訓練（写真撮影陣形）

### 機関
当初、想定される敵水上艦艇の最大速力、および不法行動を行う高速船の速力を32～33ノットと見込んで、これに対し6ノット以上の優位を確保し得るよう、02PGと同様40ノット以上の速力が求められ、主機関は2基とされていた。しかしその後、能登半島沖不審船事件を受けて要求速力が40ノットから44ノットに引き上げられ、主機関の搭載数は3基とされた。
主機関はアメリカのゼネラル・エレクトリック社が開発し、石川島播磨重工がライセンス生産しているLM500-G07ガスタービンエンジン（出力5,400馬力）を3基搭載している。各エンジンは船体に並列に並べられ、それぞれ一基のウォータージェット推進のノズルに接続されている。LM500-G07エンジンはミサイル艇1号型に搭載されているものと同型であるが出力が400馬力向上している。最大速力は44ノットに達する。
ウォータージェット推進器としては、1号型では荏原製作所300CDW型が採用されたのに対して、本型では三菱重工業のMWJ-900Aとされている。これは海自で初めて操舵後進機構を備えたウォータージェット推進器であった。
機械室前方の補機室には発電機2セットが設置されている。その原動機としては新潟鐵工所の6NSE-Gディーゼルエンジン（380馬力）、発電機としては東芝製の出力200キロワットのものが用いられている。

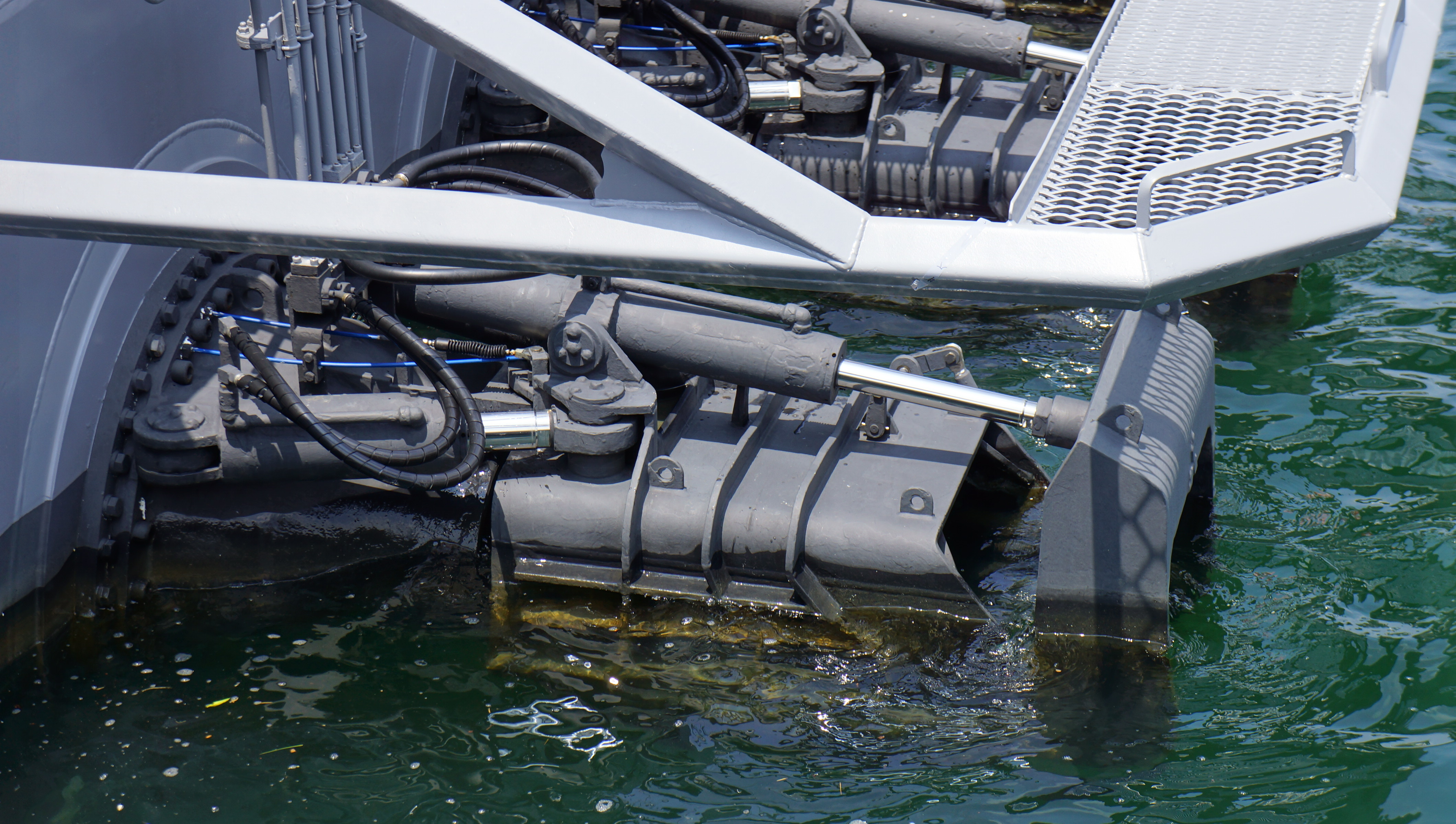
ウォータージェットノズル
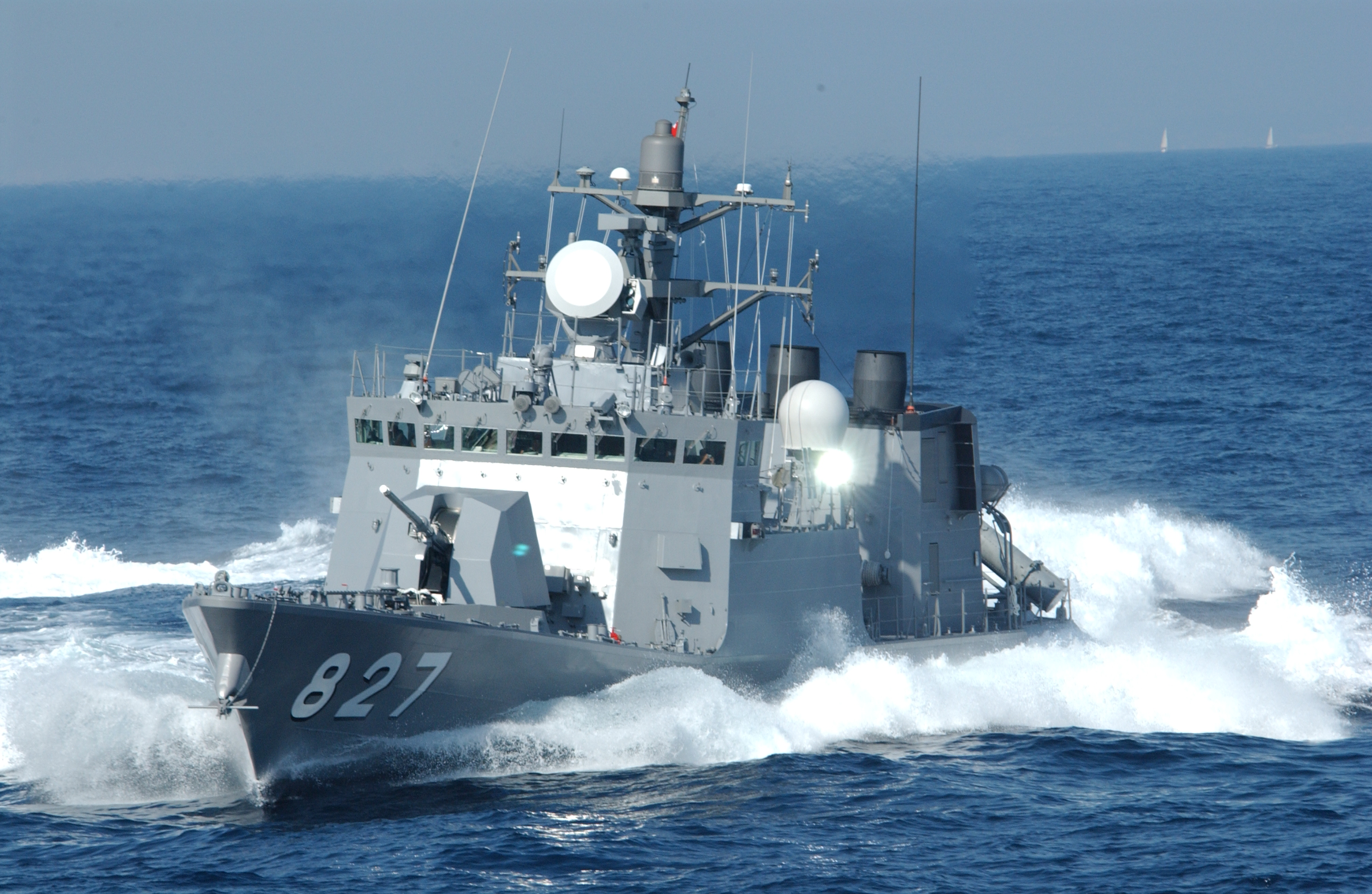
高速航行

## 装備
戦闘システムの中核として戦闘指揮所に配置される戦術情報処理装置はOYQ-8B（12・13PGではOYQ-8C）とされている。これは1号型で装備されたOYQ-8の改良型で、電子計算機は新世代のAN/UYK-44とされた。OYQ-8と同様にリンク 11の運用能力を備えているのに加えて、データ通信付加装置を連接することで海上作戦部隊指揮管制支援システム（MOFシステム）にも対応している。MOFシステムは、艦橋構造物後方に配置されたNORA-1衛星通信装置を通じてSUPERBIRD B2通信衛星と接続して、各種司令部から攻撃命令や攻撃に関する情報資料を受け取ることができる。
兵装については、艦対艦ミサイル（SSM）は02PGと同じで90式艦対艦誘導弾連装発射筒2基を搭載した。一方、砲熕兵器については、02PGでは20mm多銃身機銃を搭載していたのに対し、本型では62口径76ミリ単装砲に変更された。これは、不法行動等対処任務の付加に伴って、小型武装船舶への対処に有効な武器として、一般的に小型武装船舶が保有すると見積もられる武器よりも射程が長く、相手に対して威圧可能な武器が求められたためであった。当初は40ミリ機関砲も検討の俎上に載せられていたが、76ミリ砲に比べて費用が高く、射程も短いこと、新たな砲の導入による教育や整備、それに伴う経費を考慮して棄却された。
76ミリ単装砲は、他の護衛艦と同様に日本製鋼所がライセンス生産したものだが、本型では、海上自衛隊として初めてステルス型シールドを備えるとともに発射速度を向上させたスーパーラピッド砲が採用された。シールドの形状変更は製造ライセンスの関係上、開発元のオート・メラーラ社からの承認に時間を要したという。目立たないが、砲基部の甲板とのリブにもステルス対策が施されている。射撃管制は射撃指揮装置2型31Cによる。
このほか、対不審船用として、艦橋後方の01甲板上には、12.7mm重機関銃M2用の銃架が両舷各1基ずつ搭載されている。また赤外線暗視装置OAX-2や臨検用の6.3m複合型作業艇なども搭載されている。

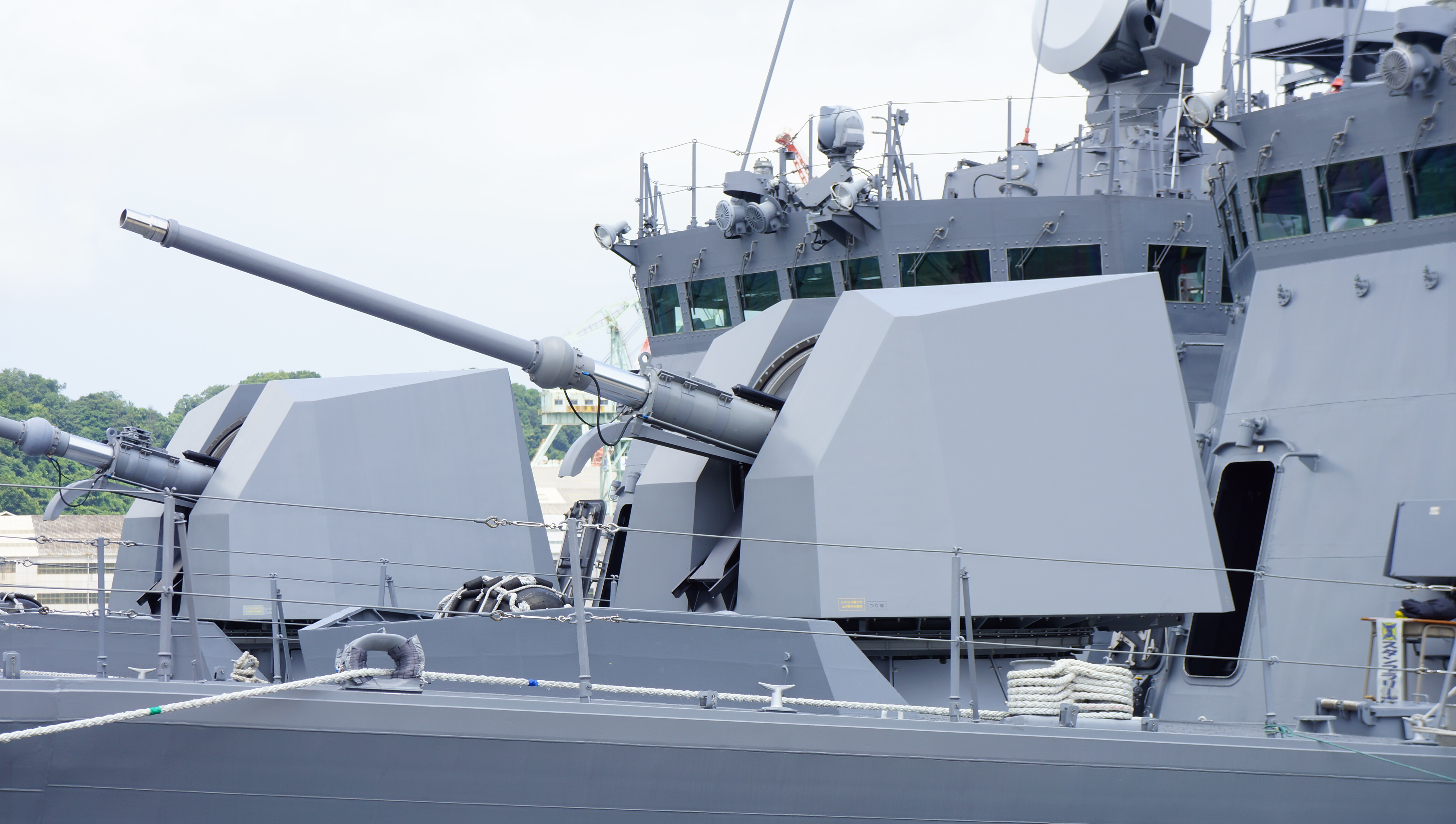
62口径76ミリ単装砲
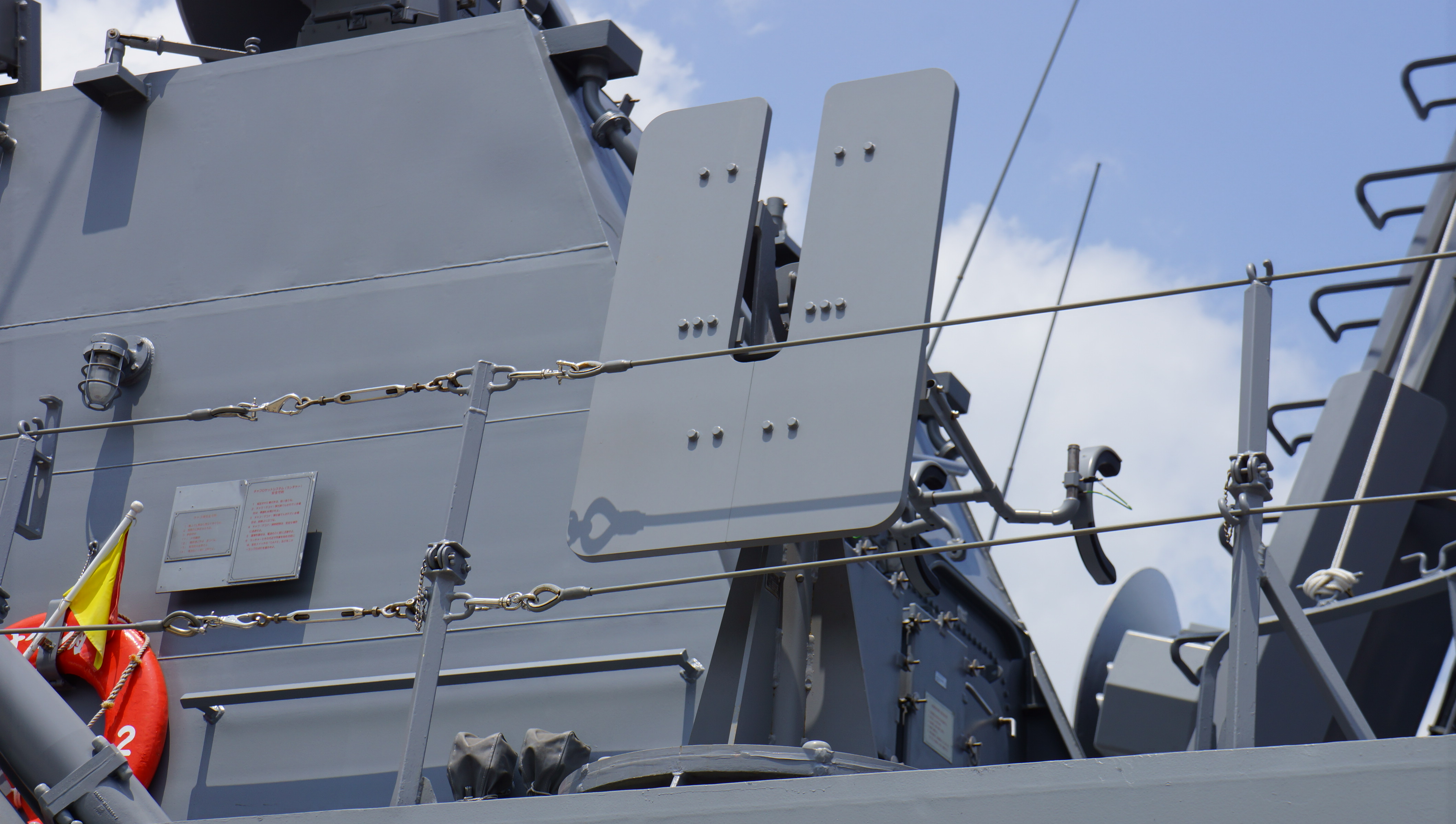
12.7mm単装機銃M2用銃架
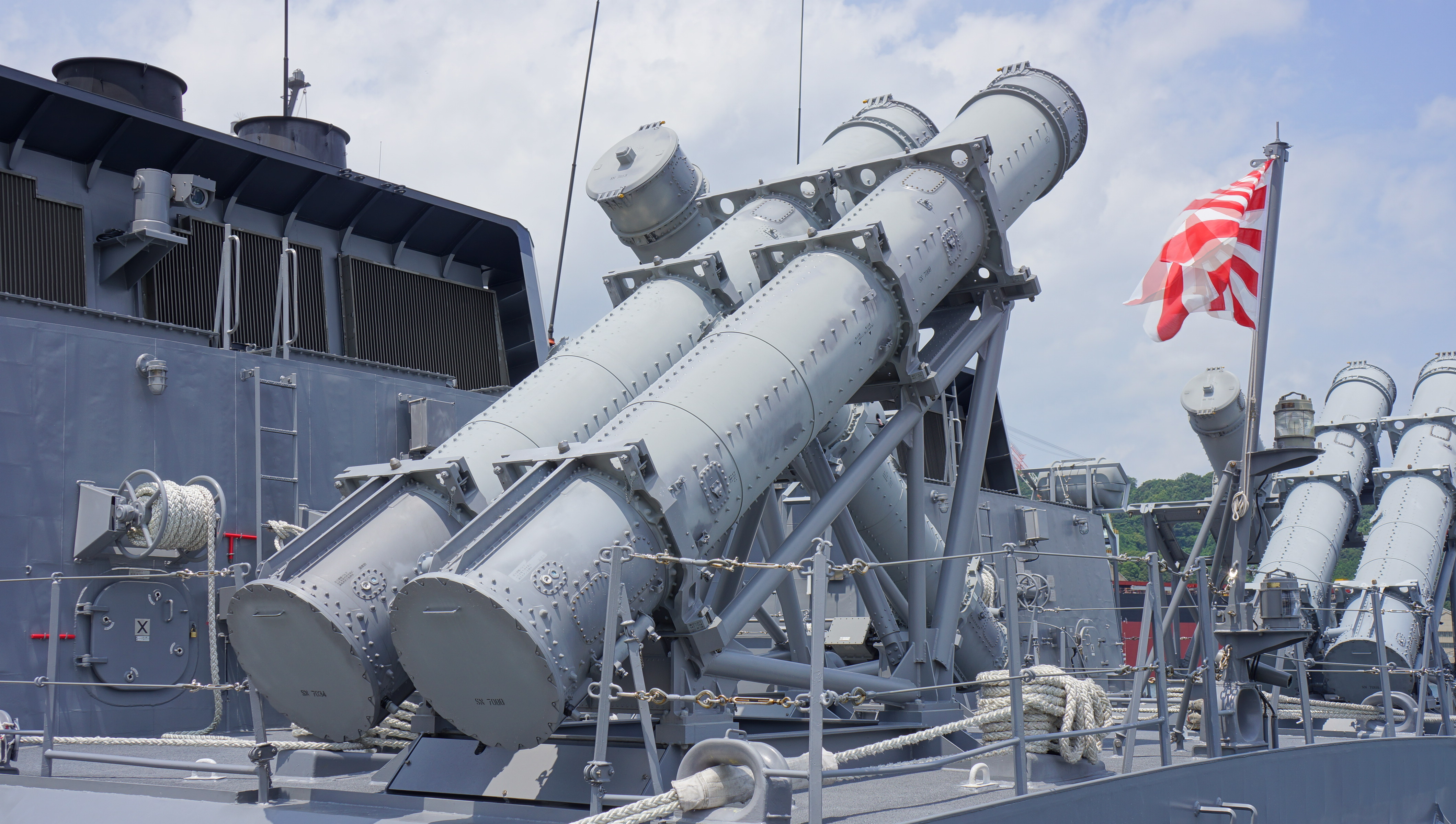
90式艦対艦誘導弾 連装発射筒
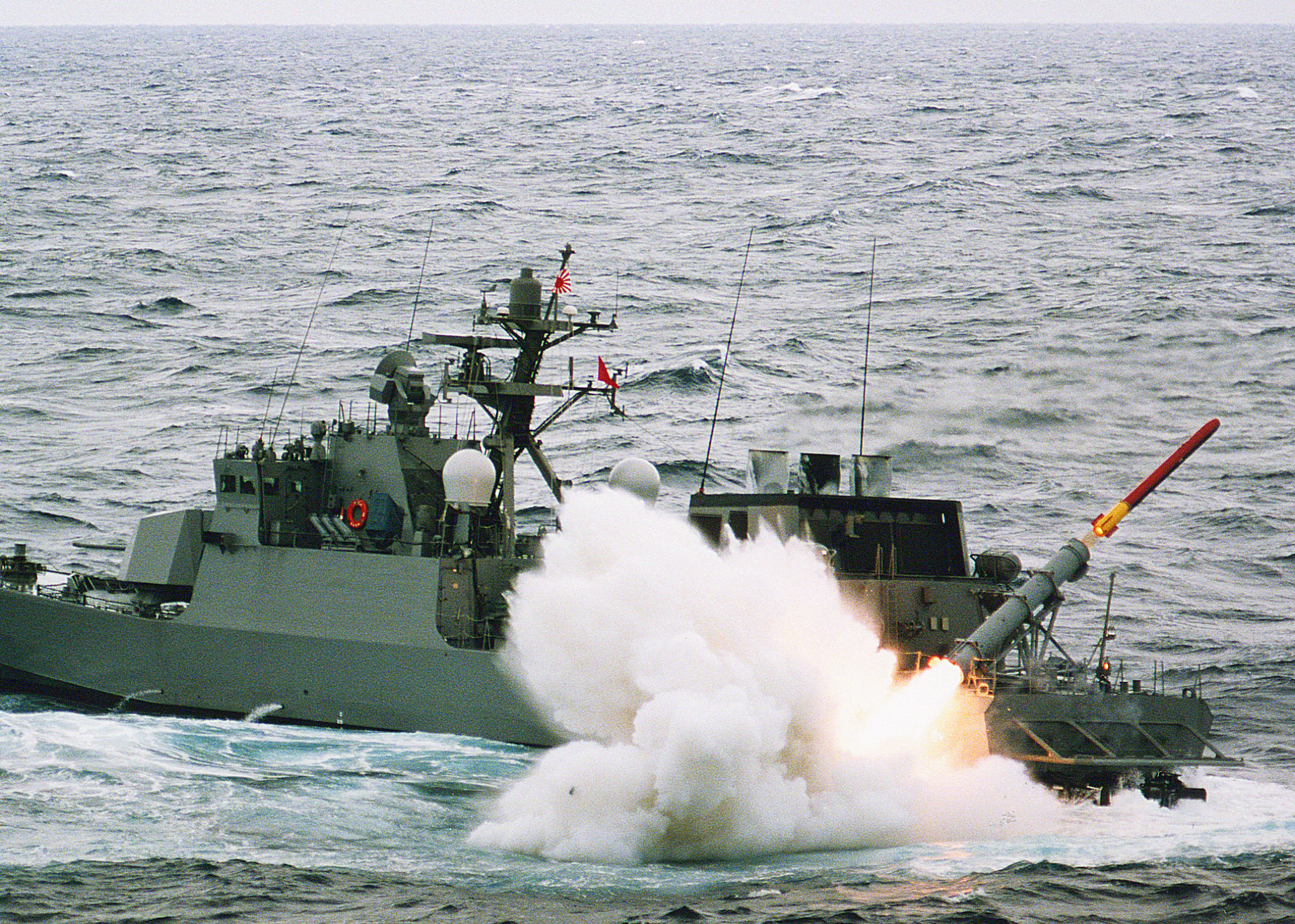
対艦誘導弾SSM-1B（模擬弾）発射
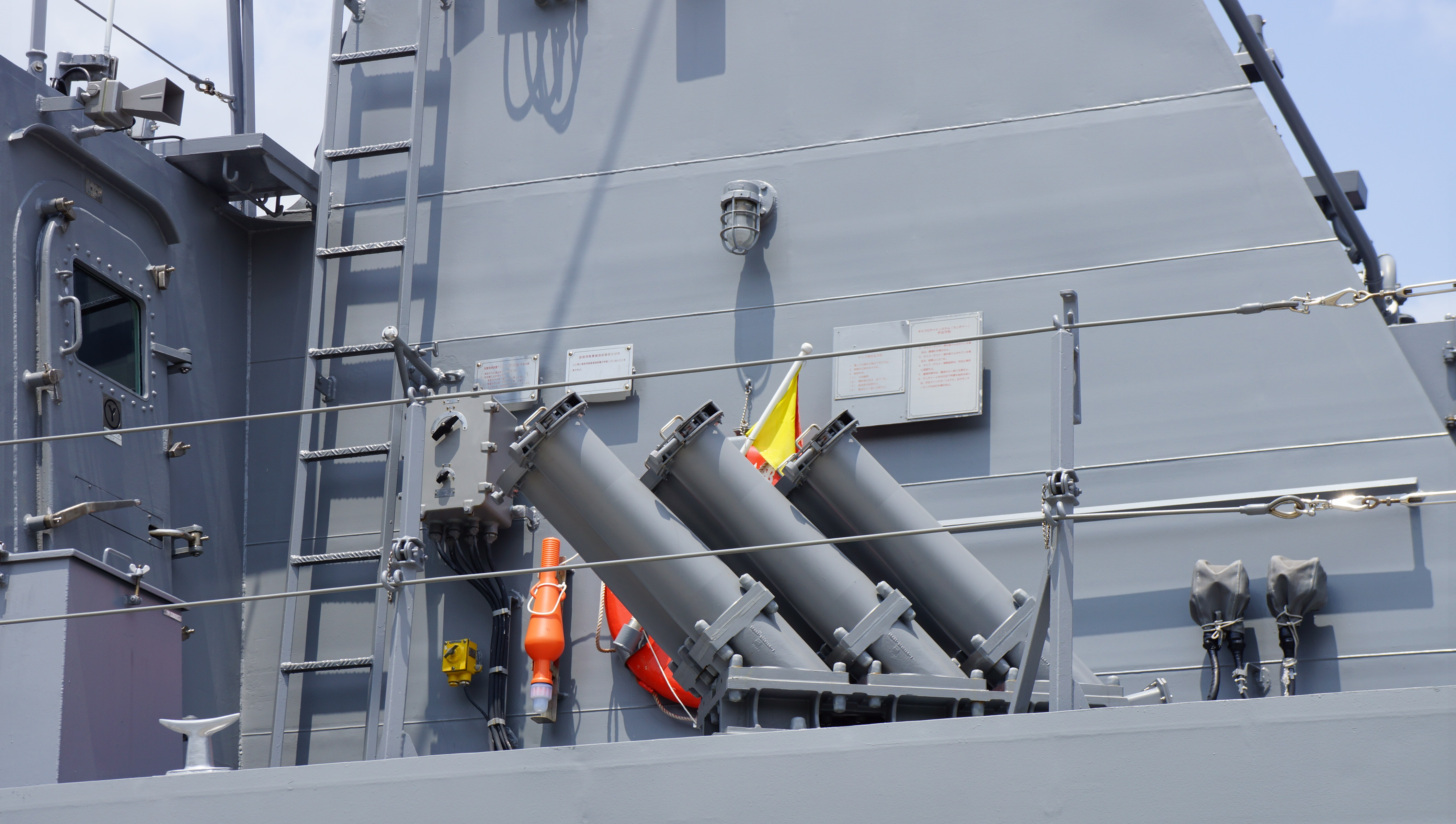
Mk.137 6連装デコイ発射機
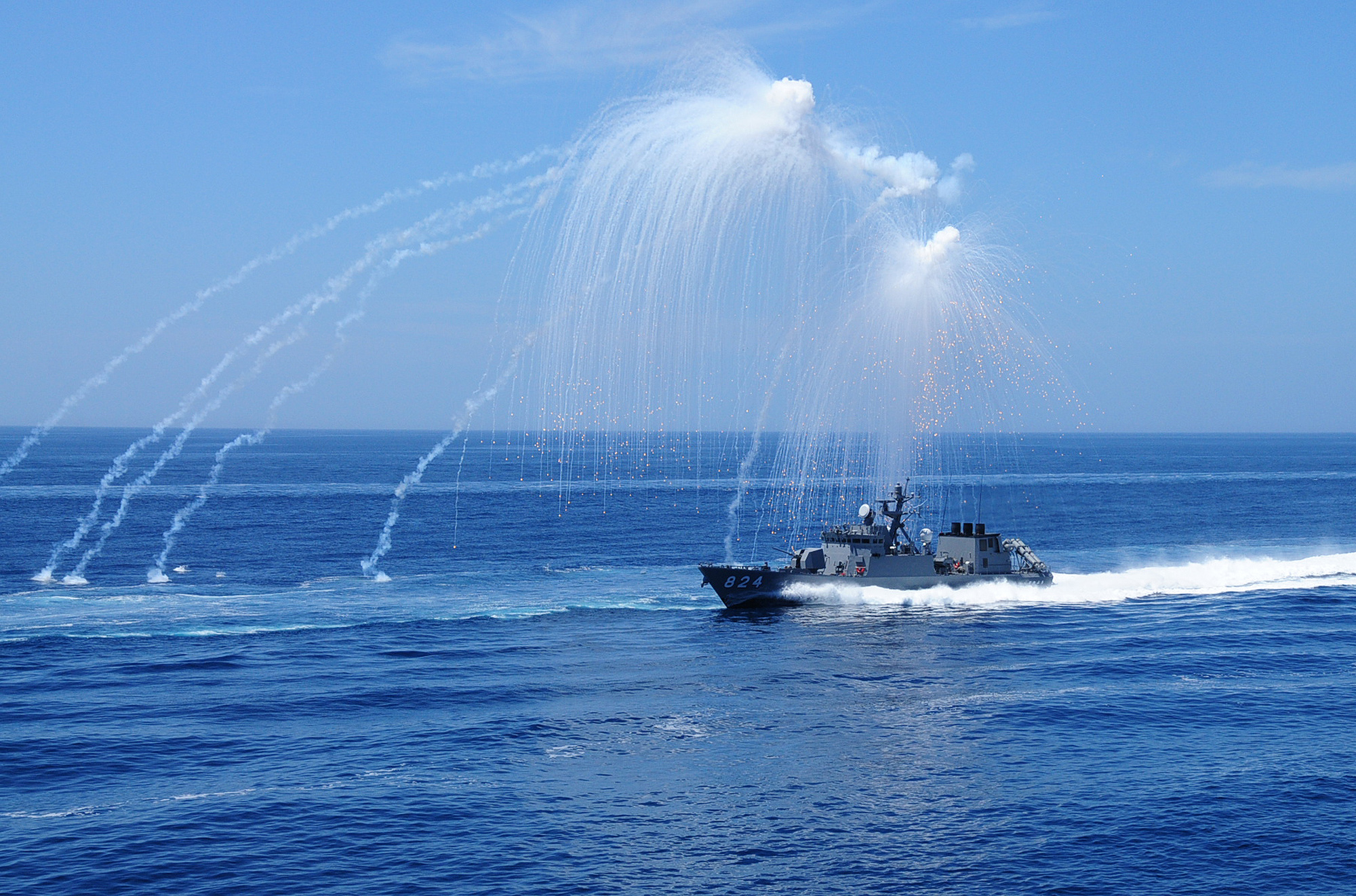
IRデコイ発射
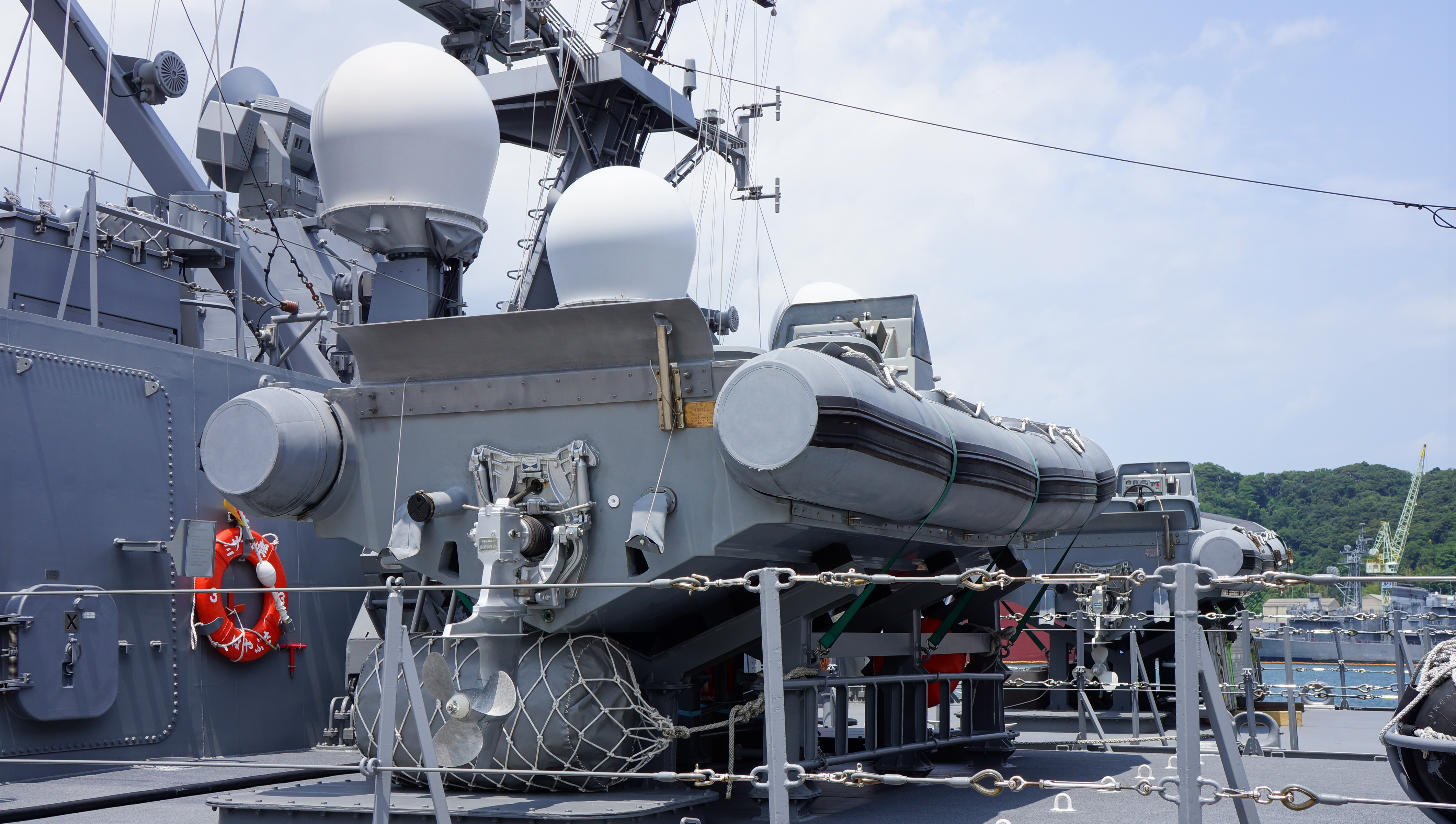
6.3m複合型作業艇

## 同型艇

### 一覧表
| 艦番号 | 艦名     | 建造                  | 起工                        | 進水                        | 竣工                        | 所属                                      |
| ------ | -------- | --------------------- | --------------------------- | --------------------------- | --------------------------- | ----------------------------------------- |
| PG-824 | はやぶさ | 三菱重工業 下関造船所 | 2000年 （平成12年） 11月9日 | 2001年 （平成13年） 6月13日 | 2002年 （平成14年） 3月25日 | 舞鶴地方隊 舞鶴警備隊 第2ミサイル艇隊     |
| PG-825 | わかたか | 三菱重工業 下関造船所 | 2000年 （平成12年） 11月9日 | 2001年 （平成13年） 9月13日 | 2002年 （平成14年） 3月25日 | 横須賀地方隊 函館基地隊 第1ミサイル艇隊   |
| PG-826 | おおたか | 三菱重工業 下関造船所 | 2001年 （平成13年） 10月2日 | 2002年 （平成14年） 5月13日 | 2003年 （平成15年） 3月24日 | 佐世保地方隊 佐世保警備隊 第3ミサイル艇隊 |
| PG-827 | くまたか | 三菱重工業 下関造船所 | 2001年 （平成13年） 10月2日 | 2002年 （平成14年） 8月2日  | 2003年 （平成15年） 3月24日 | 横須賀地方隊 函館基地隊 第1ミサイル艇隊   |
| PG-828 | うみたか | 三菱重工業 下関造船所 | 2002年 （平成14年） 10月4日 | 2003年 （平成15年） 5月21日 | 2004年 （平成16年） 3月24日 | 舞鶴地方隊 舞鶴警備隊 第2ミサイル艇隊     |
| PG-829 | しらたか | 三菱重工業 下関造船所 | 2002年 （平成14年） 10月4日 | 2003年 （平成15年） 8月8日  | 2004年 （平成16年） 3月24日 | 佐世保地方隊 佐世保警備隊 第3ミサイル艇隊 |

### 運用史
その高速性と武装を生かし、日本近海に出没する他国艦艇の監視によく駆り出されており、特に北海道の余市に配備される第1ミサイル艇隊所属艇と、長崎県の佐世保に配備される第3ミサイル艇隊所属艇については、外国から日本領域への玄関口になるうえ重要な海峡が存在するために、京都府の舞鶴に配備される第2ミサイル艇隊所属艇に比べると任務従事比率が高いものとなっている。
また、不審船対処訓練については、地勢上の理由から第2ミサイル艇隊および第3ミサイル艇隊の従事比率が高い。
今後は順次退役し、代替としてもがみ型護衛艦（FFM）が複数、就役する予定である。ただし同護衛艦については、地域配備護衛隊（2桁護衛隊とも）の護衛艦、地方隊配備掃海艇、そしてはやぶさ型ミサイル艇と3艦種の後継であり、どの艦種から代替していくのかが発表されていないため、具体例な除籍時期は不透明になっている（2022年に2隻が就役したが、同年7月に至るも代わりに除籍された自衛艦はない）。また、はやぶさ型を代替するミサイル艇を開発する計画は存在しないが、31中期防において、はやぶさ型や地域配備護衛隊の護衛艦、果てには地域配備掃海艇や多用途支援艦までもが担っていた、日本近海を通航する外国艦艇に対する監視活動に特化した「哨戒艦」を導入する予定。
なお、フィリピンは日本との防衛協力を拡大することを希望しており、2015年5月に供与を希望する装備品のリストを提示したが、これにはやぶさ型ミサイル艇が含まれていた。
2020年から順次、ロービジ（「ロービジビリティ」Low-visibilityの略）塗装へ塗装変更が進んでいる。その内容としては、煙突頂部の汚れを目立たなくするための黒帯の廃止、艦番号及び艦名の灰色化かつ無影化、艦橋上の対空表示（航空機に対し艦番号下2桁を表示するための塗装）の消去。
2022年12月16日に策定された防衛力整備計画において、1,900トン型哨戒艦と代替して2032年度までの用途廃止が見込まれている。

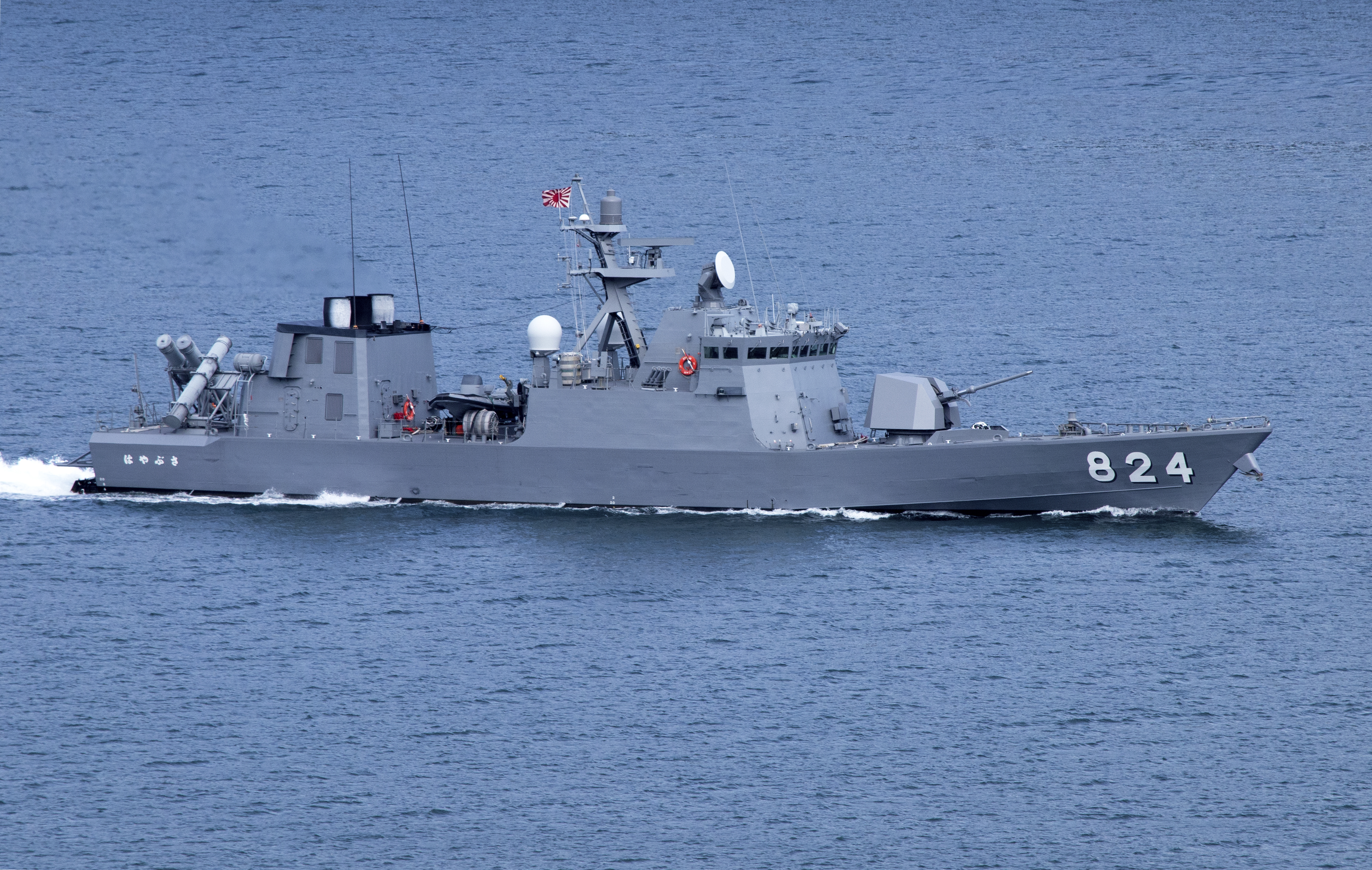
従来塗装の「はやぶさ」
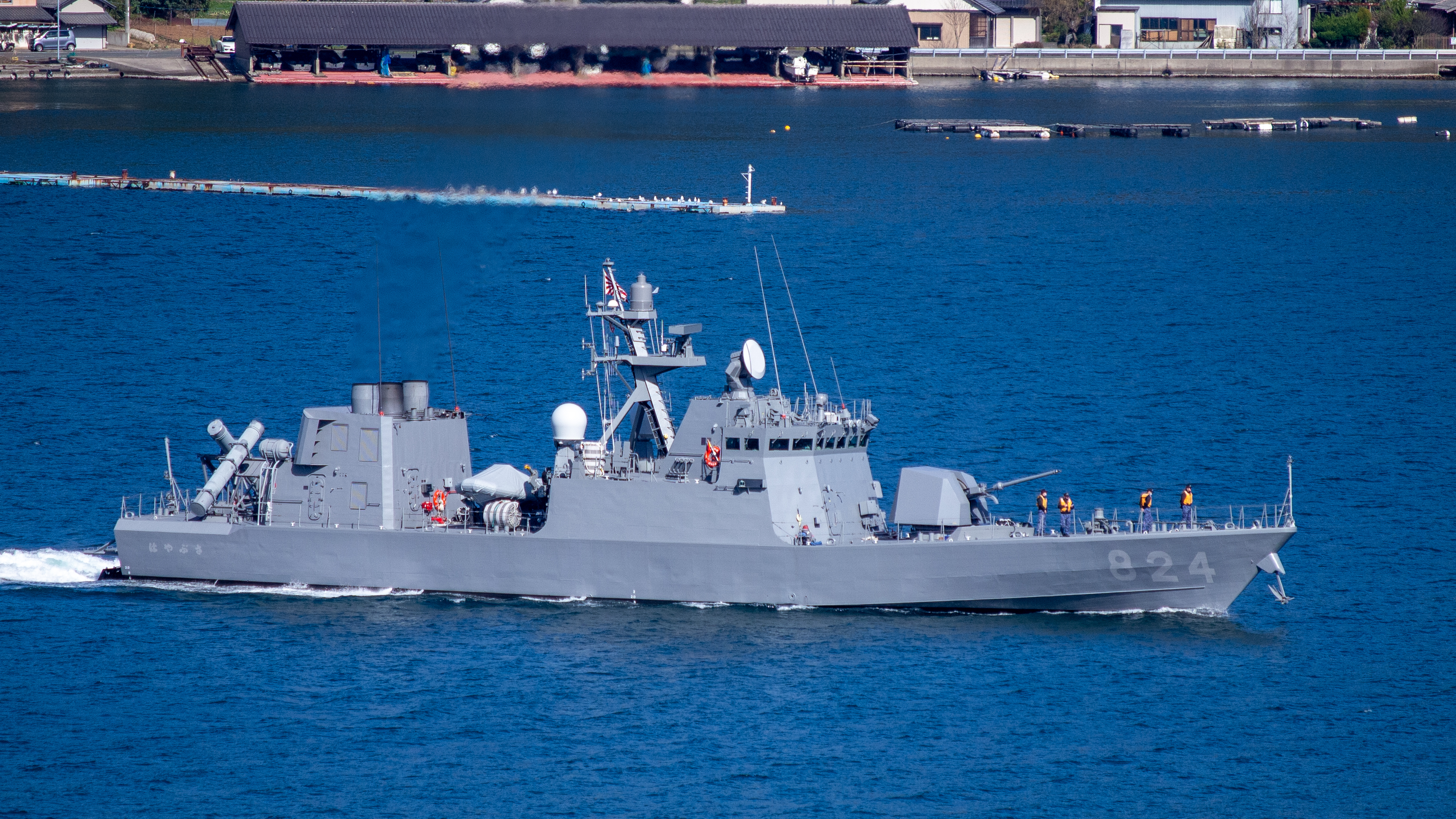
ロービジ塗装とされた「はやぶさ」

## 登場作品
『ゲート 自衛隊 彼の地にて、斯く戦えり』
漫画版に「うみたか」が登場。ヒロイン達を乗せて舞鶴基地から佐世保基地まで航行する。
『ゲートSeason2 自衛隊 彼の海にて、斯く戦えり』
「はやぶさ」と「うみたか」が登場。アヴィオン海での海賊対処のために特地に派遣され、その高速性をもって多くの海賊を壊滅させ、特地の海賊たちから『飛船』の異名で恐れられる。
『朝鮮半島を隔離せよ』
「しらたか」と「わかたか」が登場。上巻では、架空の自衛隊特殊部隊「サイレント・コア」を北朝鮮まで移送し、下巻終盤では、平壌の大同江羊角島で戦う陸上自衛隊を支援するために活躍する。
『日本国召喚』
「はやぶさ」と「うみたか」が登場。パーパルディア皇国デュロ防衛艦隊42隻が舞鶴港を奇襲しようとした際、舞鶴地方隊所属の2隻がこれを迎撃。44ノットの高速を生かした一撃離脱戦法で敵戦列艦艦隊を翻弄、76mmスーパーラピッド砲のみで全艦を撃沈し全滅させる。
『平壌クーデター作戦』
「わかたか」が登場。作品序盤に北朝鮮の工作船を追撃する。
『北方領土奪還作戦』
「しらたか」が登場。自衛隊が北方領土奪還のために発動した「KE作戦」において、択捉島へ空挺降下したロシア軍への艦砲射撃や上陸部隊を乗せた艦隊の迎撃など、孤軍奮闘の活躍を見せる。

### プラモデル
青島文化教材社のプラモデル、「はやぶさ」「うみたか」には「領海侵犯船」が付属しており（発売日2011/2/28）、パッケージは尖閣諸島を背景に領海侵犯船が衝突しそうな様子が描かれ、商品説明は「領海侵犯船を新規に作りおこし、正義を希求する国民の声に応えるべくミサイル艇を再度商品化。」となっている。

### ゲーム
『Modern Warships』
プレイヤーが操作できるtier1艦艇として「はやぶさ」が登場。